# Dermatofibrosarcome
 Mise en garde médicale
Le dermatofibrosarcome de Darier et Ferrand ou dermatofibrosarcome protubérant (ou DFSP, de l'anglais dermatofibrosarcoma protuberans) est une forme rare et localement agressive de cancer (0,01 % de tous les cancers) provoquant initialement dans les couches profondes de la peau une tumeur infiltrante, envahissant et détruisant les tissus adjacents à la tumeur, de grade bas à intermédiaire. Ce cancer possède un très fort risque de récidive après exérèse, métastase peu, dans environ 1 à 5 % des cas, particulièrement après de multiples exérèses et est classé dans la catégorie des sarcomes des tissus mous dont il représente environ 3 % des cas. 15 % des tumeurs DFSP, souvent anciennes, subissent une transformation fibrosarcomateuse (FS-DFSP) de haut grade avec fort risque de métastases à distance, particulièrement au niveau des poumons et de l'encéphale, impliquant un pronostic plus sombre.
Cette tumeur a été initialement décrite en 1924 par les médecins dermatologues français Ferdinand-Jean Darier et Marcel Ferrand (1878-1940) sous le nom de dermatofibrome progressif et récidivant. En 1925 le médecin allemand Erich Hoffmann lui donne son nom actuel (dermatofibrosarkoma protuberans).
Du fait de sa rareté et de sa faible mortalité de l'ordre de 3 % des DFSP, ce cancer peu étudié, ne représente pas une priorité de santé publique.

## Présentation

### Aspect
La progression du DFSP est lente et se présente initialement sous la forme d'un ou plusieurs petits nodules groupés indolores, de consistance dure, situés sous la peau, celle-ci pouvant rester de couleur identique ou se colorer en rose, rouge ou brun, voire plus rarement en bleu. Avec le temps, les nodules non traités grossissent, puis développent des zones ulcérées et hémorragiques se nécrosant. Cette évolution des tumeurs est variable, suivant les sujets, et peut s'étendre sur une période s'exprimant en mois ou années et dans certains cas en dizaines d'années. Certaines tumeurs non opérées atteignent dans de rares cas un poids de sept kilogrammes.

### Localisation

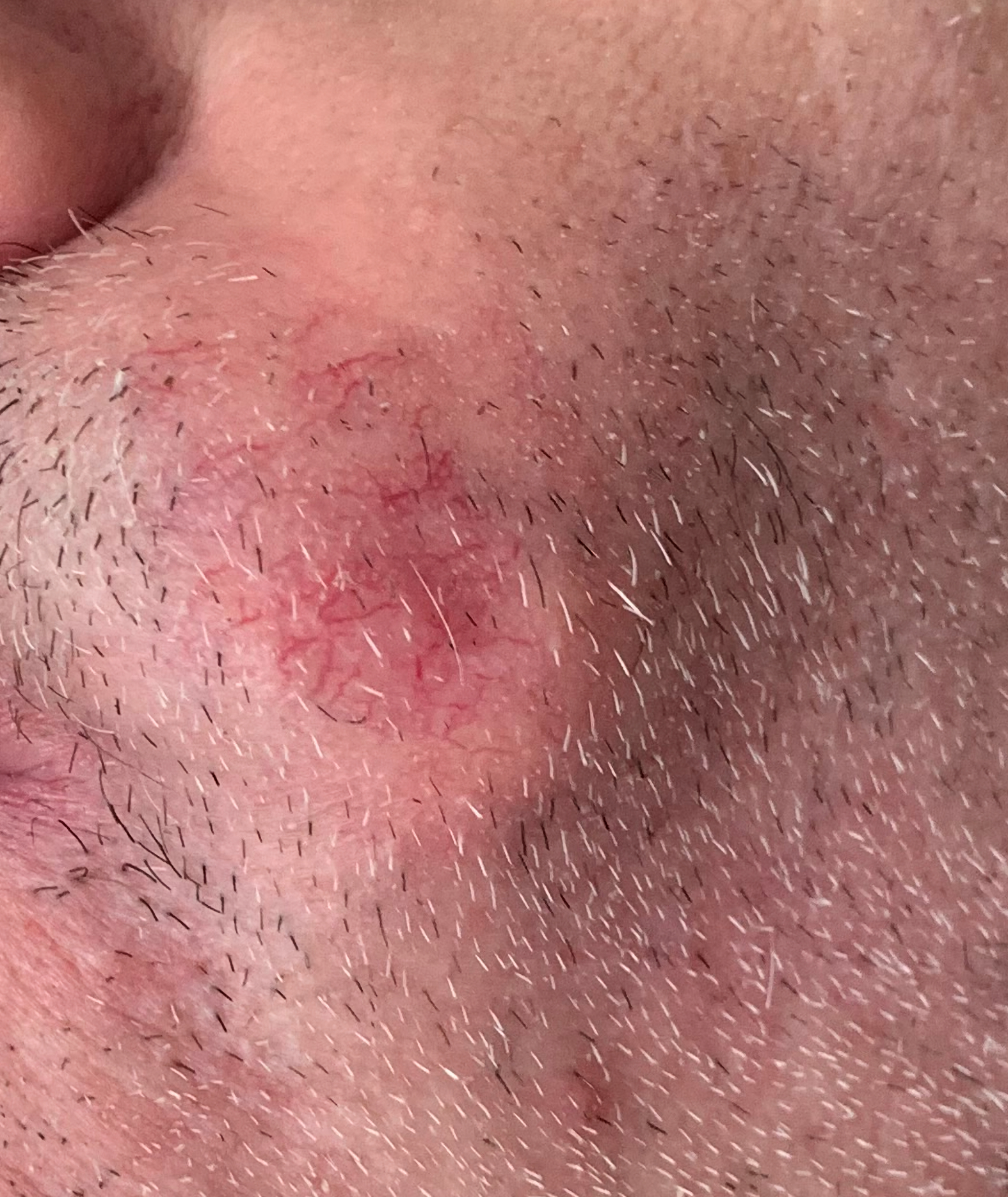
Dermatofibrosarcome de Darier et Ferrand, situé sur le visage à gauche de la lèvre supérieure, avec vascularisation de la tumeur en cours de développement (filaments rouges) avant traitement à l'imatinib.

Le DFSP peut toucher n'importe quelle partie du corps, y compris l'extrémité des doigts et des orteils. La répartition des DFSP sur le corps est la suivante :
- Tronc – 45 %
- Membres inférieurs - 20 %
- Membres supérieurs - 20 %
- Tête et cou (ORL) - 15 %

Au niveau du tronc, les tumeurs se situent souvent sur la poitrine ou les épaules et au niveau des membres, à la racine de ceux-ci. Les tumeurs ORL sont situées sur le visage dans moins de 1 % du total des cas ORL et sont fortement délabrantes après chirurgie.

### Incidence
Le DFSP se situe dans une fourchette de 0,6 à 6 nouveaux cas par million de personnes et par an. Pour des raisons non élucidées à ce jour, les populations à peau sombre ont dix fois plus de risques que les populations à peau claire de développer un DFSP. Ce sarcome touche toutes les tranches d'âge, y compris les nourrissons, avec une prédilection pour les populations âgées de trente à cinquante ans au moment du diagnostic.

### Cause
Il n'existe à ce jour aucune cause identifiée favorisant ce cancer bien que dans 20 % des cas la tumeur se développe, chez le sujet atteint, au niveau d'une ancienne ou très ancienne blessure de la peau, parfaitement cicatrisée. Les rayons ionisants, l'arsenic, le PVC, tout comme des antécédents de maladies virales ou bactériennes telles que la tuberculose sont toutefois suspectés.

## Diagnostic

### Erreur de diagnostic
Les erreurs initiales de diagnostic clinique pour ce cancer sont de l'ordre de 65 %  car la tumeur est souvent confondue avec un lipome, une cicatrice ancienne, une chéloïde, un kyste profond de l'épiderme ou une fasciite. Lors d'un examen par PET scan utilisant un marqueur de glucose radioactif (fluorodesoxyglucose), le dermatofibrosarcome n'apparaît pas comme une tumeur cancéreuse et laisse à penser au médecin qu'il s'agit d'une tumeur bénigne car celle-ci ne s'illumine pas à l'imagerie résultant de l'examen car le dermatofibrosarcome n'a pas une consommation anormalement élevée de glucose et il ne se produit pas d'image d’hyperfixation du glucose radioactif dans la tumeur. Une biopsie de la tumeur, avec relecture de l'examen anatomopathologique par un spécialiste, est nécessaire afin d'éviter une erreur de diagnostic et un retard de prise en charge de ce sarcome au préjudice du patient.

### Physiopathologie
Après biopsie, une analyse immunohistochimique facilite le diagnostic. Le DFSP exprime intensément le marqueur CD34 (en) alors que le FS-DFSP ne l'exprime pas ou peu.
Une analyse cytogénétique des cellules cancéreuses montre dans 80 % des cas, la présence d'un chromosome surnuméraire en forme d'anneau composé d'une partie du matériel des chromosomes 17 et 22 r(17,22) et dans 10 % des cas, d'une translocation du gène de la chaîne alpha 1 du collagène de type 1 (COL1A1 (en)) du chromosome 17 vers le gène du facteur de croissance dérivé des plaquettes type B (PDGFB (en)) du chromosome 22 t(17,22). Le chromosome surnuméraire en anneau est presque toujours présent dans les tumeurs des adultes alors que la translocation se retrouve exclusivement dans les tumeurs des enfants et adolescents. La création d’un gène spécifique COL1A1-PDGFB issu de ces anomalies chromosomiques est retrouvé dans le chromosome surnuméraire en anneau et dans la translocation. Cette anomalie génique identique présente dans des anomalies chromosomiques de formes variables selon l’âge du patient font du DFSP une tumeur unique. Actuellement, le gène spécifique COL1A1-PDGFB demeure le seul gène de fusion identifié dans cette tumeur bien qu'il ne soit pas retrouvé dans 10 % des cas, suggèrant l’existence d’une faible part de DFSP présentant des anomalies géniques non encore identifiées.
Le gène de fusion COL1A1-PDGFB est détectable en laboratoire par hybridation in situ en fluorescence (FISH) ou pour un coût plus onéreux par RT-PCR multiplexe.

## Traitement

### Chirurgie
Au début du XXIe siècle le traitement de référence reste la chirurgie classique procédant à l'exérèse de la tumeur avec des marges négatives de 2 à 5 centimètres dans les trois dimensions emportant une part importante de tissu sain pouvant laisser des séquelles fonctionnelles et esthétiques importantes. La chirurgie micrographique de Mohs (en) (MMS) portant le nom de son précurseur Frederic E. Mohs (en), plus complexe à mettre en œuvre car nécessitant du personnel hautement qualifié, dont un anatomopathologiste, et plus de matériel sophistiqué, permet de réduire ces marges négatives à quelques millimètres tout en réduisant considérablement les délabrements. Le taux de récidive chute à environ 5 %, en comparaison à une chirurgie classique où ce taux est d'environ 20 %. Si la chirurgie s'avère potentiellement trop délabrante aux niveaux fonctionnels et esthétiques, ce qui est souvent le cas dans les DFSP ORL, la tumeur sera traitée par chimiothérapie et radiothérapie.

### Radiothérapie
La radiothérapie n'est pas utilisée en première intention. Si une résection complète de la tumeur avec des marges suffisantes (résection R0) ne peut pas être réalisée, un traitement adjuvant par radiothérapie et/ou chimiothérapie est effectué afin d'éviter une récidive.

### Chimiothérapie
La chimiothérapie est réservée en première intention aux patients inopérables, en état de rechute ou présentant des métastases.

#### Chimiothérapie classique
- La chimiothérapie classique, ciblant les tumeurs avec divisions cellulaires rapides, s'avère totalement inefficace contre le DFSP qui possède un index mitotique faible, les cellules de cette tumeur se divisant lentement.

#### Thérapeutique ciblée

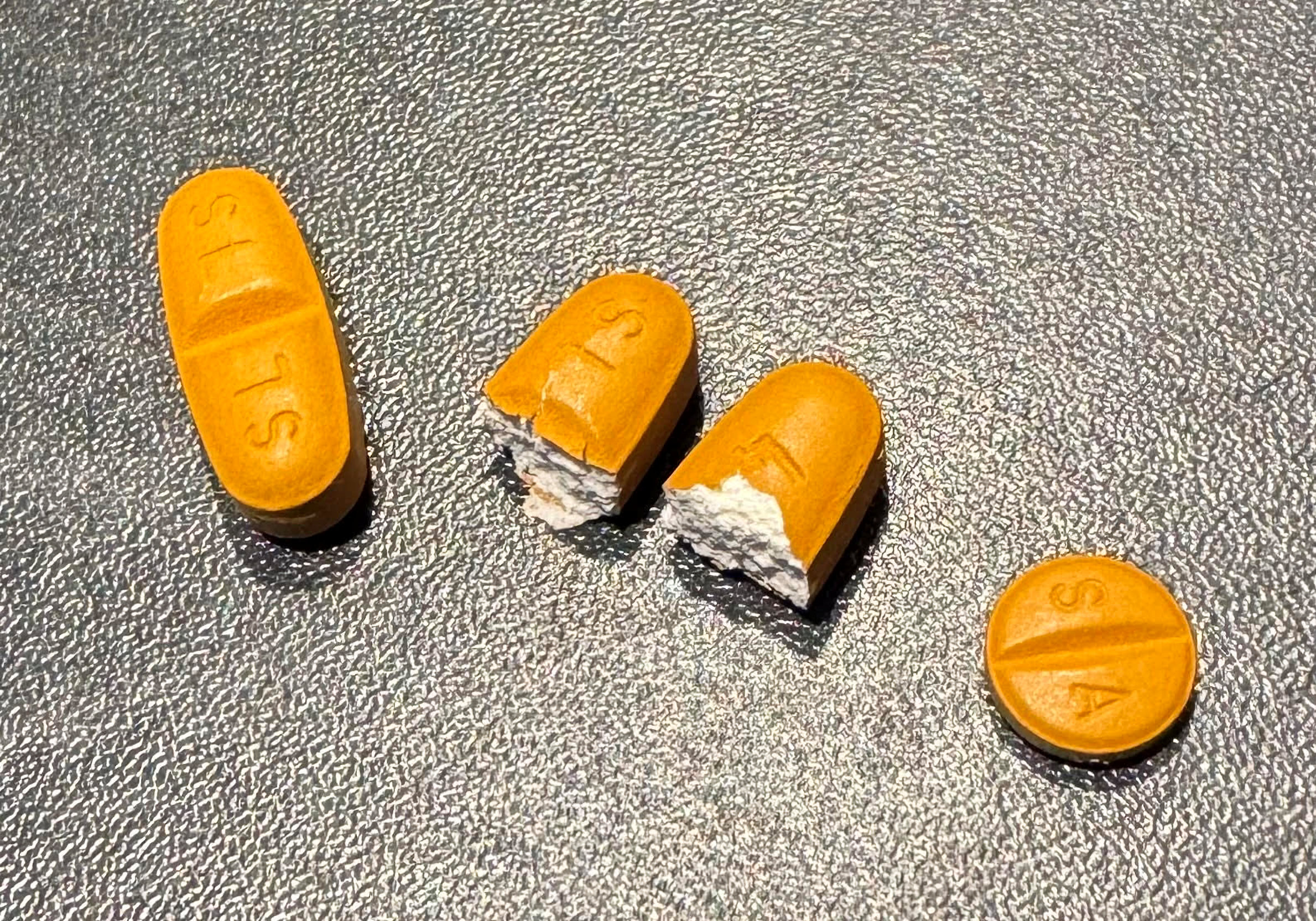
Comprimés sécables de Glivec (imatinib) en 400 mg, 400 mg coupé en deux et 100 mg.

- Depuis 2006, grâce à l'imatinib, médicament autorisé dans le traitement des DFSP, la thérapie ciblée est efficace dans 90 % des DFSP lorsque le gène de fusion COL1A1-PDGFB est présent dans les cellules cancéreuses, inefficace lorsque ce gène est absent. L'imatinib, un inhibiteur de tyrosine kinase, cible plus particulièrement un récepteur à activité tyrosine kinase, le PDGF-R (en) des cellules cancéreuses, bloquant ainsi la réception d'une voie de signalisation cellulaire empêchant celles-ci de se diviser et déclenchant leur apoptose. L'imatinib possède en outre une activité antiangiogénique détruisant la vascularisation de la tumeur, la privant ainsi d'apports en oxygène et nutriments nécessaires à sa croissance. Certains patients présentent une réponse histologique partielle, d'autres une réponse histologique complète après plusieurs mois de traitement, la tumeur ayant totalement disparu ou la tumeur résiduelle ne présentant plus de cellules cancéreuses. Chez l'adulte, la dose journalière d'imatinib est de 400 mg en une prise ou 800 mg en deux prises espacées de douze heures suivant les oncologues prescripteurs. La dose de 800 mg en deux prises n'a pas démontré de plus grande efficacité contre les FS-DFSP et DFSP tout en présentant une plus grande cytotoxicité générale pour le patient. Avec le temps, les cellules cancéreuses peuvent développer une résistance à l'imatinib grâce à des mécanismes qui ne sont pas encore totalement compris. Plusieurs molécules, d'autres inhibiteurs de tyrosine kinase comme le pazopanib et le sunitinib, sont en cours d'évaluation.